# Achelia setulosa
Achelia setulosa is een zeespin uit de familie Ammotheidae. De soort behoort tot het geslacht Achelia. Achelia setulosa werd in 1912 voor het eerst wetenschappelijk beschreven door Loman. 